# チャンチキトルネエド
チャンチキトルネエド（英語: CHANCHIKITORNADE）は、日本のパフォーマンス集団、バンドグループ。
チャンチキの名のとおり、チンドン屋風の音楽をベースにしながらも、クレズマーをはじめ世界各国の様々な音楽を組み合わせた、独特の曲調で注目された。主要メンバーの夭折後も活動を続け、NHK連続テレビ小説『あまちゃん』では特徴的なオープニングテーマ曲の演奏に参加するなど、同作の魅力を高める一助となった。

## 概要
1999年に東京芸術大学に在籍していた本田祐也が中心となり結成。メンバーは大学の管楽器や打楽器科卒業者で、最大15名が在籍していた。シアタープロダクツに勤務する金森香の力添えもあり、活動の場を増やしたが、2004年に本田が夭折。
その後、鈴木広志・大口俊輔が中心となり、12人で演奏活動を続け、2007年には海外公演、結成10年目の2009年に初のアルバムを発売し、全国ツアーを決行するなど音楽会を開催していたが、2011年に行ったイベントで大友良英と知り合ったことが縁で、2013年上半期のNHK連続テレビ小説『あまちゃん』の音楽制作に関わる。チャンチキトルネエドのメンバーは、大友が自分たちに声をかけた理由として、「アンサンブルができる気心の知れた人が必要だったかもしれない」と振り返るとともに、「アドリブをジャズの経験者がやると音楽もジャズっぽくなってしまうが、君たちは『へっぽこなアドリブ』なので新鮮だ」と言われたという。
2013年6月16日に「チャンチキトルネエド」としての無期限活動休止が正式に発表されたのちも、メンバーは引き続き『あまちゃん』劇中曲を演奏する為に結成された「あまちゃんスペシャルビッグバンド」に参加、ライブを行い、同年末には第64回NHK紅白歌合戦に出場した。

## 略歴
- 1999年 - 結成
- 2001年 - 9月24日「横浜トリエンナーレ」で「CHING-DONGの移動広告テント」を披露。10月4日本田祐也が「現音作曲新人賞」受賞。10月6,8日に横浜みなとみらいで行われた国際現代音楽祭「ISCM World music days 2001」に出演。
- 2002年 - 1月1日、テレビ神奈川の年末番組「行く年来る年」に出演。同月、横浜市の広報キャンペーン・イメージキャラクターに選ばれ、CM出演。シアタープロダクツのファッションショーや会社説明会で音楽を担当。
- 2003年 - 3月17日、東京文化会館で行われた「室内オーケストラの領域III」にて、東京現代音楽アンサンブルCOmeTと共演。10月25日阿佐谷ジャズストリートに出演。12月22日J-ASEAN POPS plus TOKYO-ASEAN JAM'03出演。
- 2004年 - 6月17日、佐治敬三賞受賞。国際映画祭「東京フィルメックス」に出演し、清水宏監督のサイレント映画『港の日本娘』とセッション。
- 2005年 - 2月24日『題名のない音楽会21』出演。9月7日、アルバム『ニシヘヒガシヘ』発売。同月より横浜トリエンナーレの各イベントに出演
- 2006年 - 2月28日・3月1日伊勢丹浦和店オープンイベントに出演
- 2008年 - 国際交流基金主催イベント「KITA!! Japanese Artists Meet Indonesia」でインドネシア公演
- 2009年 - おもに関西・四国・中国地方を中心に各地で音楽会を開催。10月7日初のスタジオ・アルバム『1st tornade for flying around the world-』を発売。
- 2010年 - 4月7日1stアルバムがiTunes storeで配信開始。8月「チャンチキトルネエド夏の陣 in 四国」として各地のイベントや地方局に出演
- 2011年 - すみだ川アートプロジェクト2011に出演
- 2012年 - すみだ川アートプロジェクト2012に出演
- 2013年 - 『あまちゃん』の音楽制作に関わり、「あまちゃんビッグバンド」に参加。6月16日に「チャンチキトルネエド」としての無期限活動休止を発表。

## メンバー
※公式ホームページのメンバーリストを参考
本田祐也
作曲担当。チンドン屋の契約社員を経て「チャンチキトルネエド」を結成。清水宏監督のサイレント映画『港の日本娘』やシアタープロダクツへ楽曲を提供するなど、ジャンルに囚われることなく幅広い方面で活動した。また、現代音楽分野でも活躍が認められ、日本現代音楽協会より現音作曲新人賞、サントリー芸術財団より佐治敬三賞を受賞するなど将来を嘱望されたが、2004年6月20日に26歳で自死。死に際して、残されていた公演を開催するよう求める遺書を遺していた。残されたメンバーがその死を受け入れるまでには長い時間を要し、2009年のアルバム発売でようやく一区切りがついたという。
自らの曲を「人を元気にする曲」と紹介していた。また、演奏者の指導は非常に厳しかったが、女性に対しては優しかったという。
鈴木広志
サックス（ソプラノ・アルト・テナー）担当。本田亡き後、グループの主導的役割を果たす
大口俊輔
ピアノ、アコーディオン担当。鈴木と共にグループを先導し、演出を取り仕切り、編曲も担当
相川瞳
東京芸術大学音楽学部器楽科卒（打楽器専攻）。パーカッション担当
上原なな江
東京芸術大学音楽学部器楽科卒（打楽器専攻）。パーカッション担当
小林武文
パーカッション担当
江川良子
東京芸術大学卒、同大学院修了。 サックス（ソプラノ・アルト）担当
東涼太
東京芸術大学音楽学部器楽学科を首席で卒業後、同大学院修士課程修了。サックス（ソプラノ・テナー）担当
井上梨江
東京芸術大学音楽学部器楽学科卒。クラリネット担当
今込治
東京都出身。東京芸術大学卒。トロンボーン担当
木村仁哉
2004年東京芸術大学卒。チューバ担当
齋藤寛
宮城県仙台市出身。東京芸術大学音楽学部器楽科フルート専攻。ピッコロ、フルート担当
佐藤秀徳
福島県郡山市出身。トランペット、フリューゲルホルン担当

## ディスコグラフィ
- ニシヘヒガシヘ〜チャンチキトルネエドの活動と、本田祐也が生きた、ある劇場的時間の録音記録〜[5]

2005年9月7日発売 レーベル：リトルモア・レコーズ 型番：TLCA-1018 77分
- 1st tornade for flying around the world-[3]

Blu-spec CD 2009年10月7日発売 レーベル：SPACE SHOWER MUSIC 型番：DDCC-2001 68分